# Mercedes-Benz X253
La Mercedes-Benz X253 è la prima generazione della Mercedes-Benz Classe GLC, un'autovettura di tipo SUV di fascia medio-alta prodotta dalla casa automobilistica tedesca Mercedes-Benz dal 2015 al 2022.
Questo modello sostituisce il precedente SUV Mercedes-Benz GLK.

## Nome
La denominazione dei veicoli della Mercedes-Benz per quanto riguarda i SUV cambia rispetto al passato. Il nome di base "GL", ora è seguito dal nome del modello della Mercedes-Benz più simile come dimensione posizionamento. La "G" sta per Geländewagen (in tedesco vuol dire "fuoristrada"). Questa lettera è seguito dalla lettera "L" che funge da collegamento con la lettera "C" che richiama il SUV equivalente alla gamma berlina, che in questo caso è la Classe C.

## Il contesto
Costruita sulla nuova piattaforma modulare Mra introdotta dalla Classe C (W205), la nuova GLC si differenzia esteriormente dalla precedente Classe GLK, che era caratterizzata da una carrozzeria dalla linea molto spigolosa. Il nuovo modello si propone con una linea maggiormente arrotondata, facente parte del nuovo corso stilistico chiamato "Sensual Purity" che caratterizza tutti i nuovi prodotti della stella.
Modifiche si notano anche all'interno, sia per quanto riguarda la qualità dei materiali che per la disponibilità di spazio, che era uno dei principali difetti imputati alla GLK.

## Restyling 2019
Nel 2019 fu messa in commercio la versione restyling della GLC X253, mostrando linee più moderne ed eleganti. Furono create anche nuove motorizzazioni sia diesel che benzina.

## Motorizzazioni
| Motorizzazione    | Disponibilità | Motore                       | Cilindrata cm³ | Potenza                | Coppia massima              | Emissioni CO2 (g/km) | 0–100 km/h (s) | Velocità max (km/h) |
| GLC 250 4Matic    | dal debutto   | 4 cilindri in linea, benzina | 1991           | 211 CV a 5500 giri/min | 350 Nm a 1200-4000 giri/min | 152 - 166            | 7,3            | 222                 |
| GLC 43 AMG 4Matic | dal 2016      | 6 cilindri a V, benzina      | 2996           | 367 CV a 5500 giri/min | 520 Nm a 2400-2600 giri/min | 187 - 191            | 4,9            | 250                 |
| GLC 220d 4Matic   | dal debutto   | 4 cilindri in linea, gasolio | 2143           | 170 CV a 3000 giri/min | 400 Nm a 1400-2800 giri/min | 129 - 143            | 8,3            | 210                 |
| GLC 250d 4Matic   | dal debutto   | 4 cilindri in linea, gasolio | 2143           | 204 CV a 3800 giri/min | 500 Nm a 1600-1800 giri/min | 129 - 143            | 7,6            | 222                 |